# جيم بيتمان
جيم بيتمان (بالإنجليزية: Jim Pittman)‏ هو مدير فني أمريكي، ولد في 28 أغسطس 1925 في بويل في الولايات المتحدة، وتوفي في 30 أكتوبر 1971 في واكو في الولايات المتحدة.